# Mine Principale
La mine Principale, ou mine Campbell, est une mine de cuivre et d’or, en opération de 1955 à 1980, située sur l’île Merrill, sur le lac Chibougamau. La mine est située à 5 km de la ville de Chibougamau, dans le Nord-du-Québec, Québec, au Canada.

## Histoire

### Découverte du minerai et fondation
Le gisement de l’île Merril est découvert en 1920 par prospection. En 1929, la Northern Investment Company acquiert les titres d'exploration minière sur l’île Merril. Ceux-ci sont rachetés en 1934, par la Consolidated Chibougamau Goldfield, (une filiale de la Consolidated Mining & Smelting Company), puis en 1950, par la Campbell Chibougamau Mines Limited, dirigé par le courtier financier new-yorkais E.O.D. Campbell.
Au printemps 1950, des sondages confirment la présence de cuivre d’or et d’argent sous le lac aux Dorés. Campbell supervise avec ses équipes l’éclaircissement des acres de la forêt peuplant l’île et procède à l’établissement des infrastructures de la mine. La pointe Campbell est aménagée pour accueillir des maisons de contremaîtres, d’employés, ainsi que des bureaux administratifs,. L’entreprise aménage l’île Merril en regroupant plusieurs îles naturelles pour faciliter l’extraction du cuivre et d’or. Le minerai est ensuite acheminé à la fonderie Horne de Rouyn-Noranda, puis exportés vers les États-Unis,,. En décembre 1951, la construction d’un puits débute, et en avril 1953, il atteint 1 230 pieds de profondeur. En 1955, la production commerciale débute.

### Production
Entre 1960 et 1971, la région minière de Chibougamau-Chapais et Chibougamau est le plus important producteur de cuivre de l'Est du Canada. À Chibougamau, le groupe Campbell (mines Principale, Merrill, Joe Mann, Henderson, Cedar Bay, Kokko Creek) et le groupe Patino (mines Copper Rand, Portage, Jaculet) possèdent toutes les exploitations d'envergure. Au plus fort de sa production, la mine Principale est, avec les mines Copper Rand et Opémiska, un des plus importants employeurs et producteurs de cuivre de la région de Chapais-Chibougamau. Entre 1955 et 1980, la production de la mine Principale est évaluée à 176 millions de livres de cuivre et 159 000 onces d'or.
Au début des années 1960, les activités minières dans le secteur sont si prospères que la construction d'une fonderie est envisagée. La compagnie Noranda, propriétaire de la fonderie Horne, multiplie les démarches pour conserver ses clients de Chapais et de Chibougamau. Le projet de fonderie ne voit jamais le jour.

### Relations de travail
C’est à la mine Campbell que naît la première organisation syndicale à Chibougamau, et dans le domaine minier régional. Le 16 juin 1955, les 400 travailleurs s’affilient avec les Métallurgistes unis d’Amérique. Un premier conflit de travail éclate en 1960, simultanément dans les mines détenues par la compagnie Campbell (Principale, Cedar Bay, Kokko Creek, Henderson). La grève dure 5 jours.
En 1968, 1971 et 1972, d’autres importants conflits de travail éclatent. Chibougamau, en tant que ville de compagnie, se trouve divisée entre syndiqués et partisans de la mine. La grève de 1968 dure 2 mois, et est l'occasion de la création d'un journal syndical, la Voix des travailleurs de Chibougamau-Chapais. La grève de 1971-1972 à la mine Principale dure environ 4 mois.

### Déclin et fermeture
Les opérations de la mine Principale se poursuivent jusqu’en 1980. Après sa fermeture toutefois, l'entreprise poursuit jusqu’en 1990 ses activités de traitement de minerais. La minière termine l’ensemble de ses activités d’exploration en décembre 2004 et l'usine de traitement de minerais continue d’alimenter les mines avoisinantes jusqu’en 2008. La Campbell Ressource Inc. demeure la dernière minière encore en activité sur le camp minier Chibougamau à partir de 2001, lors de sa fusion avec Ressources MSV jusqu’à la faillite de l’entreprise en 2010.

## Controverses

### Site minier orphelin
En 2010, la compagnie Ressource Campbell se place sous la protection de la « Loi sur la faillite », deux ans après la fin de ses activités. Elle lègue une importante dette environnementale à l’État et aux communautés de Chibougamau et d’Oujé-Bougoumou. Lors de ses années d’activité, elle a produit 19 millions de tonnes de résidus miniers, répartis dans trois aires d’accumulation de près de 170 hectares. Ses coûts de restauration s’élèvent à 150 millions de dollars. La mine Principale est l’un des sites orphelins sous la responsabilité de l’État le plus coûteux de l’histoire de la province de Québec.

### Déplacement des Cris de Chibougamau
L’établissement de la mine Principale entraîne une des 7 phases de relocalisation de la communauté crie de Chibougamau, avant qu’ils obtiennent la reconnaissance du village d’Oujé-Bougoumou, en 1992. La mine se trouve d’ailleurs sur le territoire de trappe traditionnel de membres de la communauté crie,,. En 2001, le Grand Conseil des Cris commande une étude sur la contamination provenant des parcs à résidus miniers. Elle vise trois mines sur le territoire ancestral de la communauté d’Oujé-Bougoumou. Elle démontre que le lac aux Dorés et le lac Chibougamau ont subi des déversements de résidus miniers, dont ceux de la mine Principale. En 2002, une deuxième étude portant sur les conclusions de la première est entreprise, et pointe certaines lacunes d’interprétation d’échantillons de cheveux.

### Santé publique
Au même moment, en 2001, le ministère de l’Environnement du Québec réalise une enquête qui démontre la présence d’éléments toxiques dans les sédiments, près des bassins à résidus. Le ministère recommande la mise en place d’une étude d’impact environnemental incluant une évaluation de la santé des membres de la communauté d’Oujé-Bougoumou. Elle est acceptée par le Conseil de bande d’Oujé-Bougoumou, et mène le gouvernement provincial à financer une étude de trois ans (2002-2005). Celle-ci est réalisée par l’Université McMaster en partenariat avec le Centre Hospitalier Universitaire de Québec, le Conseil Cri de la santé et des services sociaux de la Baie-James et l’Institut national de la santé publique du Québec. Elle conclut que les résidents d’Oujé-Bougoumou ne sont pas à risque d’une exposition systémique.

## Restauration
En 2011, le ministère des Ressources naturelles du Québec élabore un plan de restauration du site de la mine Principale. Il est soumis à l’approbation des communautés d’Oujé-Bougoumou et de Chibougamau et un comité technique est formé pour assurer le suivi du projet. Celui-ci est composé des représentants du ministères, de la communauté crie d’Oujé-Bougoumou, de la ville de Chibougamau et du ministère de l’Environnement. Le certificat d’autorisation environnementale est émis en 2014. La firme de génie WSP est chargée des travaux de réhabilitation qui devraient s’échelonner jusqu’en 2025,.

## Patrimoine

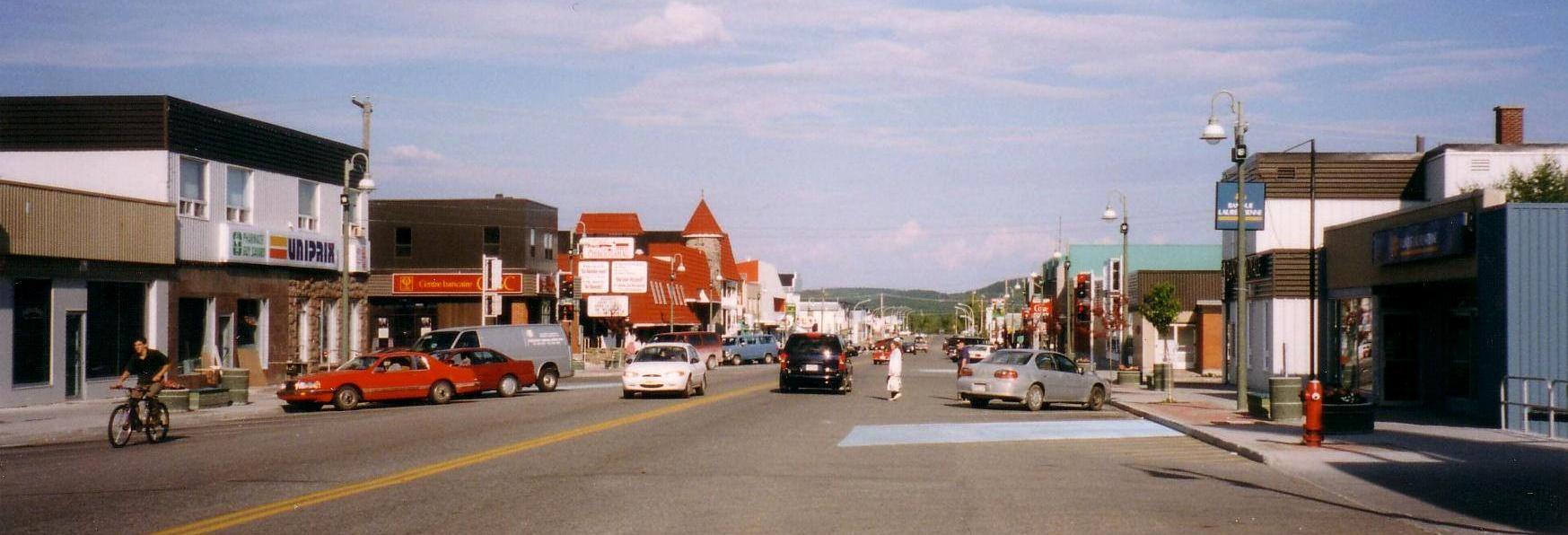
Ville de Chibougamau, en 2006.

La mine Principale est étroitement liée au début et à la fin de la première phase d’exploitation du camp minier Chibougamau-Chapais. Son entrée en opération motive la fondation de la ville de Chibougamau en tant que ville de compagnie, avant d’obtenir son incorporation officielle en 1954.
Les infrastructures municipales et l’aménagement de la pointe Campbell par l’entreprise sont l’expression de l’urbanisme propre aux villes de compagnie. En effet, au cours des années 1950, la compagnie minière qui opère la mine Principale, la Campbell Chibougamau Mines, y fait construire une centaine de maisons afin de loger ses employés. Celles-ci sont prêtées par la compagnie à ses employés, avant d’être louées et vendues à bas prix aux employés.
À Chibougamau, le quartier de la mine est inventorié au répertoire du Patrimoine culturel du Québec.

## Culture
Les installations de la mine Principale (dite Campbell) sont représentées dans de nombreuses toiles de l'artiste-peintre Jean-Claude Simard représentant le patrimoine minier de Chibougamau,,.